# Jorge II da Grécia
Jorge II (Atenas, 19 de julho de 1890 – Atenas, 1 de abril de 1947) foi o Rei da Grécia em dois períodos diferentes, primeiro de 1922 até sua deposição em 1924 e depois da restauração da monarquia em 1935 até sua morte. Era o filho mais velho do rei Constantino I e sua esposa a princesa Sofia da Prússia.

## Primeiros anos, primeiro reinado e exílio

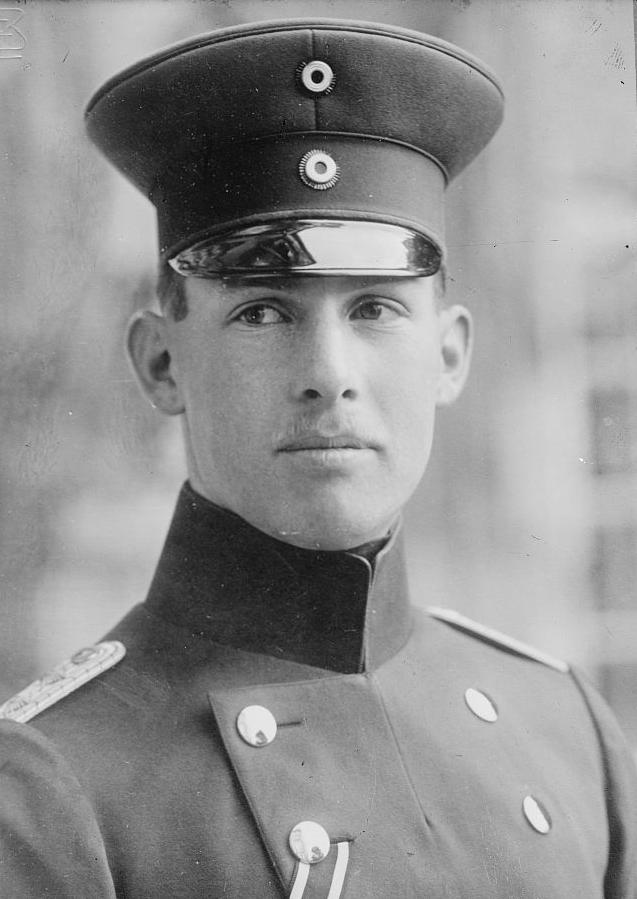
Jorge com o uniforme alemão (1914)

Jorge nasceu na villa real de Tatoi, perto de Atenas. Era o filho mais velho de Constantino I, rei dos Helenos e da sua esposa, a princesa Sofia da Prússia. Jorge seguiu uma carreira militar e treinou com o exército prussiano aos dezoito anos, depois serviu na Guerra dos Balcãs na 1ª infantaria grega. Quando o seu avô foi assassinado em 1913, Jorge tornou-se príncipe herdeiro (Diadochos) e também duque de Esparta.

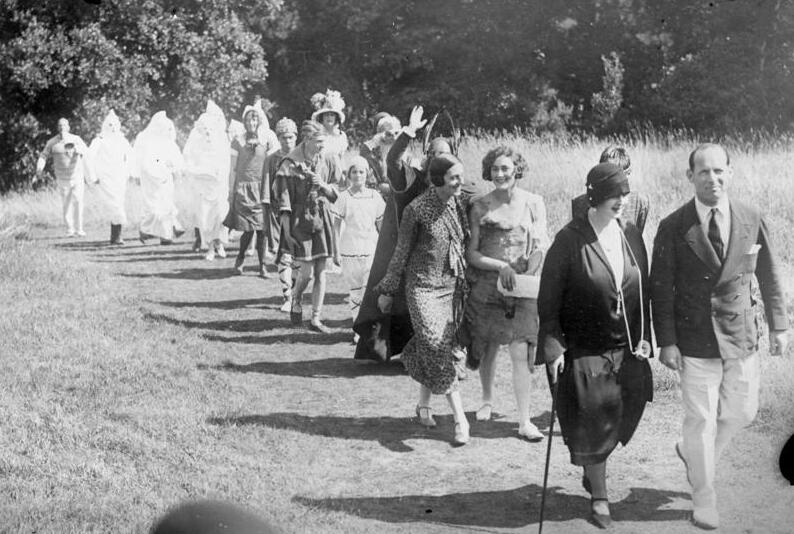
O rei Jorge e a sua esposa Isabel da Roménia no exílio em Londres (1931)

Depois de um golpe de Estado ter deposto o rei Constantino durante a Primeira Guerra Mundial, o príncipe herdeiro, que na altura era major, foi exilado com o seu pai em 1917. O seu irmão Alexandre foi declarado rei pelo Primeiro-ministro Eleftherios Venizelos, um republicano manifestado.
Quando Alexandre I morreu de uma infecção causada por ter sido mordido por um macaco em 1920, Venezelos perdeu uma votação e saiu do governo. Um plebiscito determinou o regresso de Constantino ao trono. O príncipe herdeiro Jorge serviu na guerra contra a Turquia como coronel e, mais tarde, como major-general. Entretanto casou-se com a sua prima em segundo grau, a princesa Isabel da Roménia, filha do rei Fernando e da rainha Maria da Roménia. Quando os turcos derrotaram a Grécia na Batalha de Dumlupinar, o exército forçou a abdicação de Constantino e Jorge sucedeu-o no trono a 27 de setembro de 1922.
Depois de um golpe de Estado com propósitos reais ter falhado em Outubro de 1923, o comité revolucionário "pediu-lhe" para deixar a Grécia enquanto a Assembleia Nacional ponderava a questão da formação do futuro governo. Ele aceitou e, apesar de ter recusado a abdicação, abandonou a Grécia a 19 de dezembro de 1924 para o exílio na casa da sua esposa na Roménia. Quando foi proclamada a República a 25 de março de 1924, ele foi oficialmente deposto, para além de lhe retirarem a nacionalidade grega e de as suas propriedades serem confiscadas.
A sua esposa permaneceu em Bucareste enquanto ele passava cada vez mais tempo no estrangeiro em visitas ao Reino Unido e à sua mãe em Florença. Em 1932 Jorge deixou a Roménia de forma permanente e mudou-se para o Reino Unido. Ele e Isabel não tiveram filhos e divorciaram-se a 6 de Julho de 1935.

## Restauração da monarquia e a ditadura de Metaxás
Entre 1924 e 1935 houve 23 mudanças de governo na Grécia, uma ditadura e 13 golpes de Estado. O general Georgios Kondylis, um antigo vinizelista, derrubou o governo em outubro de 1935 e auto nomeou-se Primeiro-ministro. Depois fez um plebiscito para fazer aprovar o seu governo e para acabar com o republicanismo. A 3 de Novembro de 1935 quase 98% dos alegados votos apoiaram a restauração da monarquia. O voto não foi secreto e a participação foi completamente compulsiva. Tal como a revista TIME descreveu na altura: "O votante podia deixar um voto azul na caixa para Jorge II e agradar o general George Kondylis... ou podia deixar um voto vermelho para a República e ser intimidado."
Jorge, que vivia no Brown Hotel em Londres, regressou à Grécia no dia 25 de novembro. Quase de imediato, ele e Kondylis discordaram nos termos de uma amnistia geral que o rei queria declarar, para além de ter nomeado um Primeiro-ministro interino, o Professor Konstantinos Demertzis. Foram realizadas novas eleições em janeiro que resultaram num parlamento sem maioria absoluta onde os comunistas (que eram antimonárquicos) representavam o balanço do poder. Uma série de mortes inesperadas entre alguns dos políticos mais conhecidos (incluindo Kondylis e Demertzis), assim como uma situação política incerta, levaram ao aumento do poder de Ioánnis Metaxás. A 4 de agosto de 1936, Jorge apoiou o estabelecimento de uma ditadura por parte de Metaxás (o "regime do 4 de agosto"), assinou decretos que dissolviam o parlamento, baniu os partidos políticos, aboliu a constituição e criou a "Terceira Civilização Helénica". O rei, que dividia o poder com o Primeiro-ministro Metaxás, orientou um regime fascista no qual os opositores políticos eram presos e a censura estrita era imposta. Uma lista de livros banidos durante este período incluía obras de Platão, Tucídides e Xenofonte.

## Segunda Guerra Mundial
Apesar das tendências quase fascistas do regime e dos laços económicos fortes com a Alemanha nazi, o rei Jorge era conhecido por ser pró-britânico no início da Segunda Guerra Mundial. A 28 de Outubro de 1940, Metaxás rejeitou um ultimato italiano que exigia a colocação de tropas italianas na Grécia e a Itália invadiu o país, dando início à guerra greco-italiana. Os gregos criaram uma defesa bem-sucedida e acabaram por ocupar a zona sul da Albânia, mas quando os alemães invadiram o país a partir da Bulgária a 6 de abril de 1941, os gregos e os britânicos foram derrotados e o território grego foi ocupado.

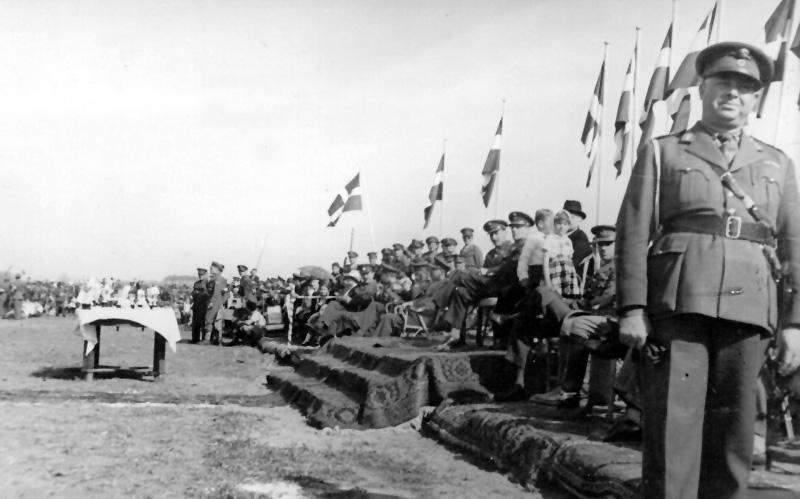
Jorge II visita soldados gregos em Netanya, 1944.

A 23 de abril, o rei e o governo deixaram a Grécia continental e partiram para Creta mas depois do ataque aéreo da Alemanha à ilha Jorge foi evacuado para o Egipto. Mais uma vez foi exilado no Reino Unido, alegadamente com a ajuda do rei Farouk do Egipto e dos seus ministros pró-italianos.
Durante a guerra ele continuou a ser um chefe-de-Estado reconhecido internacionalmente, apoiado pelo governo exilado e pelas forças gregas em serviço no Médio Oriente. Porém, na Grécia ocupada os partidários esquerdistas da Frente de Libertação Nacional (EAM) e do Exército de Libertação Popular Nacional (ELAS), agora livres da opressão de Metaxás, tinham-se tornado no maior movimento de resistência grego e tinham um grande apoio da população. Porém, à medida que se aproximava a libertação, a probabilidade do regresso do rei causava divergências tanto na Grécia como nos gregos a residir no estrangeiro. Apesar de o rei ter renunciado a ditadura de Metaxás numa entrevista de rádio, uma grande parte da população e muitos políticos não queriam que o rei regressasse devido ao apoio que dera à ditadura. Em novembro de 1943, Jorge escreveu ao Primeiro-ministro em exílio, Emmanouil Tsouderos, "Irei analisar de novo a questão da data do meu regresso à Grécia em concordância com o governo". Quer tenha sido um acto deliberado ou um acidente, a versão publicada omitia as palavras "da data", criando a impressão de que Jorge tinha concordado com mais um plebiscito sobre a monarquia, apesar de ter sido anunciada a sua retracção.
Após duas mudanças de Primeiro-ministro, o estabelecimento de um governo rival liderado por comunistas na Grécia ocupada e um motim pró-EAM nas forças armadas do Médio Oriente, chegou-se a um acordo na conferência do Líbano em maio de 1944 de que o destino da monarquia seria decidido num referendo nacional. Cedendo a pressões dos Aliados, em 30 de dezembro, Jorge foi forçado a nomear o Arcebispo Damaskinos de Atenas como regente em janeiro de 1945. Damaskinos nomeou imediatamente um governo republicano. Jorge II estava doente, exausto e impotente pelo que arrendou uma casa em Chester Square em Belgravia e aí construiu um lar com a sua amante de longa data.

## Regresso à Grécia e morte

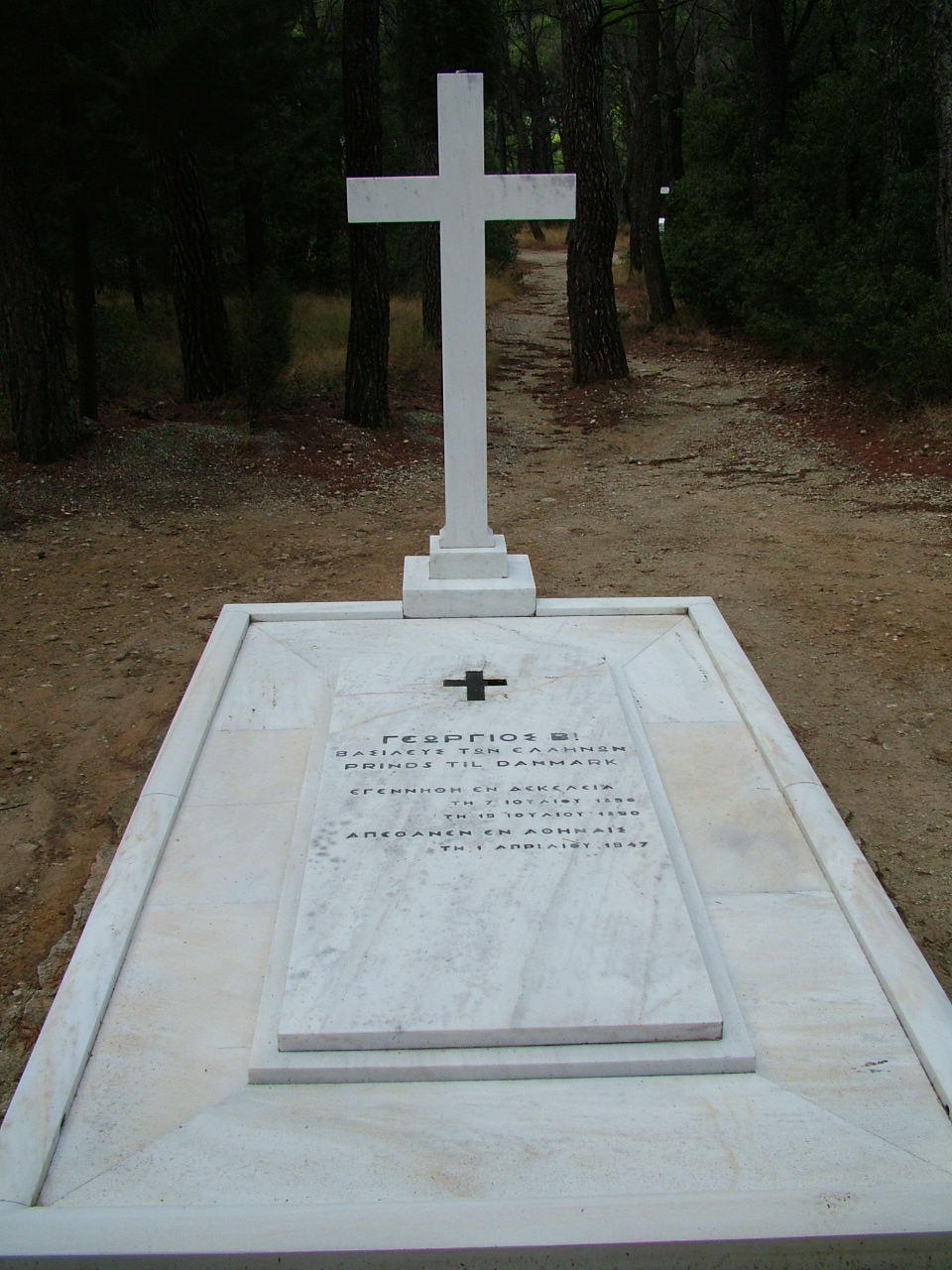
A campa de Jorge II em Atenas

Nas eleições de 31 de março de 1946, os partidos monárquicos ganharam com uma maioria clara com a ajuda da abstenção dos comunistas e foi marcado um referendo para a restauração da monarquia para 1 de setembro. Entre as eleições e o plebiscito, os eleitores registados foram revistos sob supervisão dos Aliados. Os resultados anunciados mostravam que 69% dos eleitores era a favor do regresso do rei com uma participação de 90%.
A 26 de Setembro, Jorge regressou à Grécia onde se deparou com o Palácio Real saqueado, os bosques de Tatoi abatidos para combustível e corpos enterrados em campas rasas no exterior. O seu país enfrentava um colapso económico e instabilidade política.
Morreu de arteriosclerose a 1 de abril de 1947, depois de ter sido descoberto inconsciente no seu quarto no Palácio Real de Atenas. Quando a notícia foi anunciada alguns pensavam que se tratava de uma brincadeira do dia das mentiras.
O seu funeral teve lugar no dia 6 de abril na Catedral Ortodoxa da Anunciação em Atenas.
O seu irmão mais novo, Paulo, sucedeu-o. Devido aos seus vários exílios, é-lhe atribuída a seguinte citação: "A ferramenta mais importante de um rei da Grécia é uma mala".